# ماریو کائیانو
ماریو کائیانو (ایتالیایی: Mario Caiano؛ ‏ ۱۳ فوریهٔ ۱۹۳۳ – ۲۰ سپتامبر ۲۰۱۵) کارگردان فیلم، تهیه‌کننده، فیلم‌نامه‌نویس و کارگردان هنری اهل ایتالیا بود که بیشتر در ژانر وحشت فیلم می‌ساخت. از آثار مهمش میتوان  به چشم‌هایی در هزار تو، شانگهای جو، قلعه کابوس، ناپل همیشه ناپل است و عشق نازی کمپ ۳۷ را می‌توان نام برد.
او عمدتاً به خاطر کارش در فیلم‌های وسترن اسپاگتی، [4] Pepla، Euro Crime و تا حدودی کمتر در فیلم‌های ترسناک شناخته می‌شود. کایانو کارگردانی (در نقش آلن گرونوالد) و فیلمنامه قلعه کابوس (Amanti d'oltretomba، 1965) را نوشت که باربارا استیل در آن بازی می کند. Eye in the Labyrinth (1972) فیلمی متأخر در ژانری است که او کارگردانی کرد.